# Barham Salih

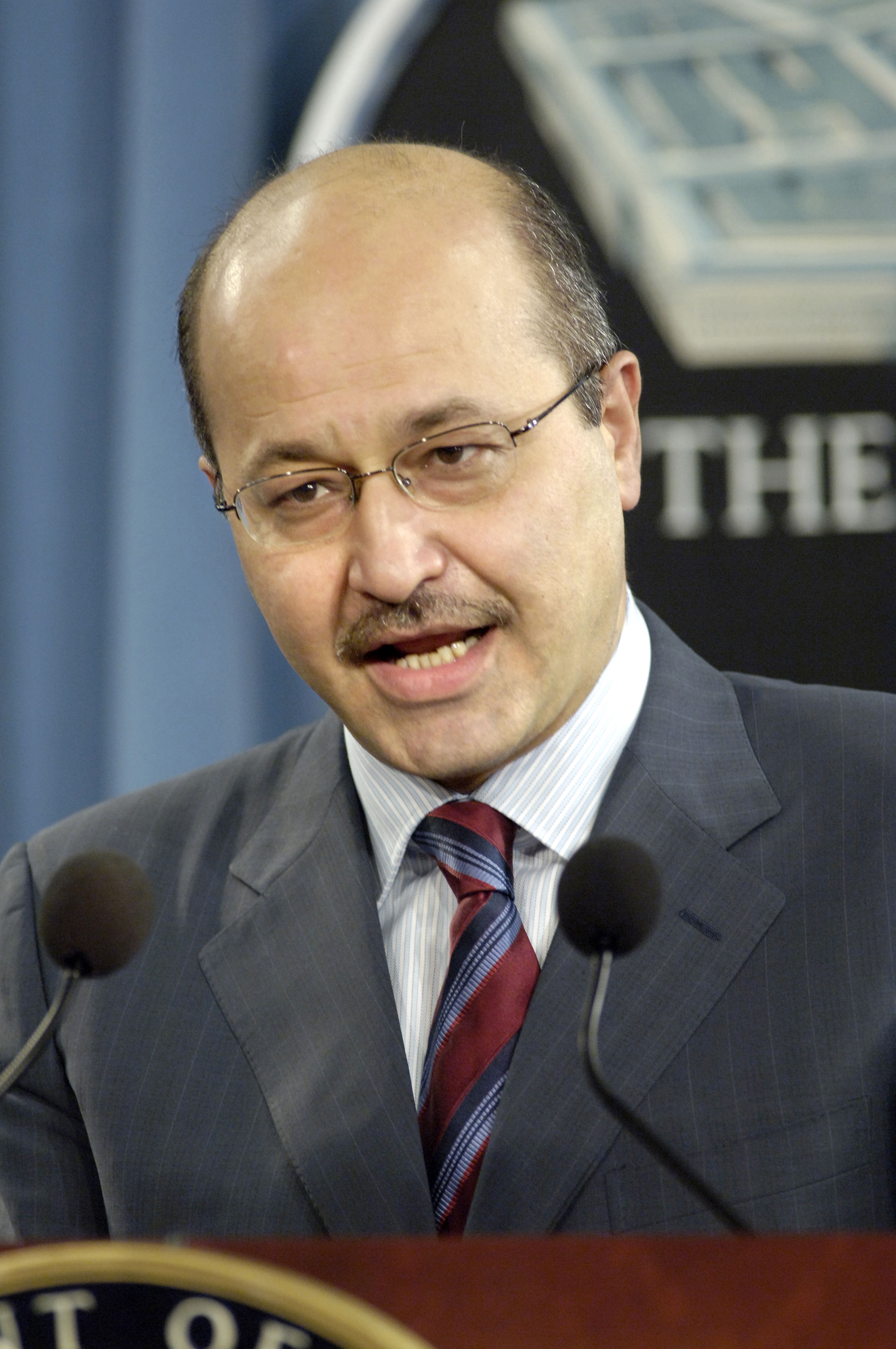
Barham Salih (2006)

Barham Ahmad Salih (kurdisch بەرھەم ئەحمەد ساڵح Berhem Ehmed Salih; arabisch برهم أحمد صالح, DMG Barham Aḥmad Ṣāliḥ; * 12. September 1960 in Sulaimaniyya) ist ein kurdischer Politiker. Er leitete von Oktober 2018 bis 2022 die Regierung als Staatspräsident des Irak. Als seinen Nachfolger wählte das irakische Parlament am 13. Oktober 2022 Abdul Latif Raschid.

## Leben
Barham Salih studierte Bauingenieurwesen an der Cardiff University sowie Statistik und Computergestützte Modellierung an der University of Liverpool (Doktorat). Er gehört zu den Führern der Patriotischen Union Kurdistans (PUK), der er 1976 beitrat. Ihm sind sehr gute Beziehungen zu den USA nachgesagt worden, da er u. a. auch zehn Jahre lang Vertreter der PUK in den USA war. Im April 2002 überlebte er einen Mordanschlag in seinem Haus in Sulaimaniyya.
Nach den Kommunalwahlen in der Autonomen Region Kurdistan 2009 wurde Barham Salih im September 2009 zum neuen Ministerpräsidenten der Regionalregierung gewählt. Dieses Amt hatte er zwei Jahre inne und wurde danach wieder von Nêçîrvan Barzanî abgelöst.
Im September 2017 verließ Salih die Patriotische Union Kurdistans und gründete einen Monat darauf seine eigene Partei, die Koalition für Demokratie und Gerechtigkeit. Ziel seiner Partei war der Kampf gegen die Korruption in der Regierung. Sie sollte zu den irakischen und kurdischen Parlamentswahlen 2018 antreten. Vor der kurdischen Parlamentswahl im September 2018 trat Salih allerdings aus seiner Partei aus und schloss sich wieder der PUK an. Von ihr wurde er schließlich als Kandidat für das Amt des Präsidenten des Irak nominiert. Am 2. Oktober 2018, fast fünf Monate nach der irakischen Parlamentswahl, wurde er durch eine Abstimmung im Parlament zum Staatspräsidenten des Irak gewählt.
Barham Salih ist verheiratet mit der promovierten Botanikerin und Frauenrechtsaktivistin Sarbagh Salih; er ist sunnitischer Muslim. Er spricht fließend arabisch, kurdisch sowie englisch.

## Frühere Positionen
- PUK-Sprecher in London, 1985–1991
- Vertreter der PUK und der Kurdischen Regionalregierung für Nordamerika in Washington, D. C., 1991–2001
- Premierminister der Kurdischen Regionalregierung (nach PUK-Version, in Sulaimaniya), 21. Januar 2001 bis Juni 2004
- Stellvertretender Premierminister in der Irakischen Übergangsregierung, Juni 2004 bis Mai 2005[3]
- Minister für Planung und Entwicklung in der ersten frei gewählten Regierung des Irak, Mai 2005 bis Mai 2006
- Stellvertretender irakischer Premierminister
- Nationaler Sicherheitsminister (kommissarisch)